# Astrantia pauciflora
Astrantia pauciflora är en växtart i släktet stjärnflockor och familjen flockblommiga växter. Den beskrevs av Antonio Bertoloni.
Arten är perenn och förekommer i Italien. Utöver nominatformen finns också underarten A. p. tenorei.